# Nemotelus cylindricornis
Nemotelus cylindricornis är en tvåvingeart som beskrevs av Rudolf Rozkošný 1977. 
Nemotelus cylindricornis ingår i släktet Nemotelus och familjen vapenflugor. Artens utbredningsområde är Spanien. Inga underarter finns listade i Catalogue of Life.